# Wacław Beynar
Wacław Beynar, ps. „Orszak”, „Śmiały”, „Wacek”, vel Roman Daniszewski, vel Roman Daszewski, vel Filip Roland (ur. 19 listopada 1914, zm. 26 września 1997 w Sulechowie) – wachmistrz Wojska Polskiego, „żołnierz wyklęty”, łącznik Zygmunta Szendzielarza „Łupaszki”.

## Życiorys
Wacław Beynar urodził się 19 listopada 1914 roku w zaścianku Korcze-Podhorowe na Wileńszczyźnie, był synem Konstantego i Emilii z domu Misztowt. Po ukończeniu szkoły powszechnej nie uczęszczał do innych szkół, samouk. W latach 1935–1936 służył w Wileńskiej Brygadzie Kawalerii, a po przeniesieniu do rezerwy podjął pracę kolejno w urzędzie pocztowym i urzędzie melioracji. W wojnie obronnej nie brał udziału, a po inwazji sowieckiej pracował przy wyrębie drewna. Wobec grożącego mu aresztowania wyjechał do Żwiryni i podjął pracę robotnika. Po otwarciu frontu wschodniego zatrudniony kolejno jako referent w urzędzie gminnym i podleśniczy. Przez okres okupacji niemieckiej pomagał ukrywającym się Żydom, wobec czego znalazł się w kręgu zainteresowania gestapo.
Zmuszony do ukrywania się, wstąpił do oddziału partyzanckiego. Po napadzie partyzantów sowieckich na bazę oddziału w sierpniu 1943 roku został przymusowo wcielony do polskiego oddziału partyzantki sowieckiej. Już jesienią przeszedł do oddziału Zygmunta Szendzielarza „Łupaszki” i został tam dowódcą drużyny, a potem radiotelegrafistą, kancelistą i łącznikiem dowódcy. W kwietniu 1944 roku z powodu choroby przebywał w szpitalu w Wilnie, z którego powrócił do partyzantki przed operacją "Ostra Brama". Po rozpoczęciu przez sowietów likwidacji polskiej partyzantki przebijał się z oddziałem na Białostocczyznę.
Początkowo w Białymstoku pracował w urzędzie pocztowym, po czym wyjechał na Wileńszczyznę ewakuować do Polski swoich braci. Następnie w Polsce do 1947 roku działał w partyzantce, głównie na Pomorzu, Mazurach i Podlasiu, był łącznikiem „Łupaszki” i opiekował się jego rodziną w Gdańsku. Od stycznia 1946 roku zajmował się, zleconym mu przez Szelendziarza, organizowaniem zaplecza dla propagandy i jej powielaniem. 9 kwietnia 1946 roku został zatrzymany przez milicjantów i przekazany Urzędowi Bezpieczeństwa. Podczas przesłuchania wskazał znanych mu partyzantów i został agentem o pseudonimie „Śmiały”. Już 24 kwietnia został zwolniony z zadaniem odnalezienia i wskazania miejsca pobytu „Łupaszki”. Po zwolnieniu nie wykonał jednak powierzonego zadania i uciekł zacierając za sobą ślady, a po kilku tygodniach powrócił do miejsca postoju oddziału, gdzie złożył „Łupaszce” raport z zaistniałych zdarzeń. Wraz z „Łupaszką” oraz swoją małżonką ukrywał się w Ścinawie Małej koło Prudnika.
W czerwcu tego samego roku jako obywatel francuski zdołał dotrzeć do sztabu 1 Dywizji Pancernej gen. Stanisława Maczka, gdzie zdał raport o sytuacji w kraju oraz raport z działań zgrupowania „Łupaszki”. Miesiąc później wrócił do kraju i z polecenia „Łupaszki” podjął pracę zarządcy młyna w powiecie głubczyckim, gdzie ukrywał dokumenty. W kwietniu następnego roku przeniósł się w okolice Wałbrzycha, by uniknąć aresztowania i móc kontynuować działalność łącznika. Po aresztowaniu jednego z oficerów w czerwcu 1948 roku wyjechał na Pomorze, do brata.
Aresztowany 24 czerwca 1948 roku w Gdyni. W czasie śledztwa bity i torturowany. Wyrokiem z 25 czerwca 1949 roku został skazany na karę śmierci. 5 września prezydent Bolesław Bierut ułaskawił Beynara i zamienił karę śmierci na karę dożywotniego więzienia, później zmienioną na 15 lat więzienia. Świadek w procesie m.in. „Łupaszki”, w więziennym szpitalu przebywał m.in. z Aleksandrem Krzyżanowskim „Wilkiem”. Pracował w więziennym zakładzie krawieckim. Na mocy amnestii warunkowo zwolniony z więzienia 29 sierpnia 1956 roku, zamieszkał i pracował w Sulechowie. Do 1989 był inwigilowany przez komunistyczne służby specjalne PRL.
Od 1956 roku żonaty, miał córkę. Zmarł 26 września 1997 roku w Sulechowie i został pochowany na cmentarzu komunalnym w tym mieście.

## Odznaczenia
- Krzyż Oficerski Orderu Odrodzenia Polski
- Krzyż Walecznych
- Srebrny Krzyż Zasługi z Mieczami
- Medal Wojska
- Krzyż Armii Krajowej
- Krzyż WiN
- Krzyż Kary Śmierci[2]